# سلسله کلدانی
سلسله کلدانی (انگلیسی: Chaldean dynasty)، سلسله حاکم امپراتوری بابل نو بود که به عنوان پادشاهان بابل (فهرست شاهان بابل) از صعود نابوپولاسار در سال ۶۲۶ قبل از میلاد تا سقوط بابل در ۵۳۹ ق. م فرمانروایی می‌کرد.